# تفجير البصرة 14 كانون الثاني 2012
ميناء البصرة 14 يناير 2012: تفجير نفذته مجاميع مسلحة بواسطة قنبلة (عبوة ناسفة). أستهدف التفجير المسلمين الشيعة الذين كانوا مجتمعين بمناسبة الأربعينية، أسفر عن مقتل 53 شخصا على الاقل وأكثر من 130 جريح.